# Anatemnus madecassus
Anatemnus madecassus är en spindeldjursart som beskrevs av Beier 1932. Anatemnus madecassus ingår i släktet Anatemnus och familjen Atemnidae. Inga underarter finns listade i Catalogue of Life.